# Aksel Sørensen
Aksel Sørensen, född 5 oktober 1891, död 15 maj 1955, var en dansk gymnast.
Pedersen tävlade för Danmark vid olympiska sommarspelen 1912 i Stockholm, där han var med och tog silver i lagtävlingen i svenskt system. 